# Cechenena transpacifica
Cechenena transpacifica är en fjärilsart som beskrevs av Clark 1923. Cechenena transpacifica ingår i släktet Cechenena och familjen svärmare. Inga underarter finns listade i Catalogue of Life.